# Glandora oleifolia
Glandora oleifolia (Lapeyr.) D.C.Thomas – gatunek rośliny z rodziny ogórecznikowatych (Boraginaceae Juss.). Występuje endemicznie w Pirenejach na bardzo nielicznych stanowiskach.

## Rozmieszczenie geograficzne
Rośnie naturalnie w Pirenejach Wschodnich, w północnej Katalonii. Znany jest tylko z dwóch subpopulacji w comarce Garrotxa, oddalonych od siebie o 5 km. Wcześniej notowany był także we francuskim departamencie Pireneje Wschodnie, jednak tam wyginął. 

## Morfologia
PokrójWiecznie zielony półkrzew dorastający do 15–35 cm wysokości. Pędy są cienkie, nieco drewniejące, rosną luźno i przewisają. Łodyga o białawozielonej barwie jest rozgałęziona i naga u podstawy.
LiścieNaprzemianległe lub w pęczkach na szczytach pędu. Mają owalny lub podługowaty kształt. Osiągają do 4 cm długości i 1 cm szerokości. Mają zieloną barwę. Są płaskie, z jednym nerwem głównym. Górna powierzchnia jest owłosiona, natomiast od spodu są jedwabiście białawe. Nasada blaszki liściowej zbiega po ogonku.
KwiatyPrawie siedzące, dość duże, zebrane po 3–7 w bardzo krótkie grona. Kielich jest włochaty, o białawym kolorze; złożony jest z działek o równowąskim kształcie. Korona kwiatu ma rurkowaty kształt, mierzy 1,5–2 cm średnicy, z zewnątrz jest wełniście owłosiona, natomiast naga od wewnątrz. Jest dwa razy dłuższa od kielicha. Płatki początkowo mają jasnoróżową barwę, lecz przebarwiają się na błękitno, gdy dojrzeją. Pręciki wystają ponad koronę. Znamię jest podwójnie klapowane. Owocolistki są gładkie, mają białą barwę i jajowaty kształt z zaostrzonym lub tępym wierzchołkiem.

## Biologia i ekologia
Rośnie na skalnych zboczach, na wapiennym podłożu. Występuje na wysokości od 550 do 900 m n.p.m. Kwitnie od kwietnia do czerwca (według niektórych źródeł do sierpnia). Najlepiej rośnie w pełnym nasłonecznieniu, na glebach ubogich i przepuszczalnych. Występuje od 6a do 9b strefy mrozoodporności. 

## Ochrona
Roślina jest prawnie chroniona w Katalonii i wpisana na hiszpańską czerwoną listę gatunków zagrożonych.